# IM L6
IM L6 – elektryczny samochód osobowy klasy średniej produkowany pod chińską marką IM od 2024 roku.

## Historia i opis modelu

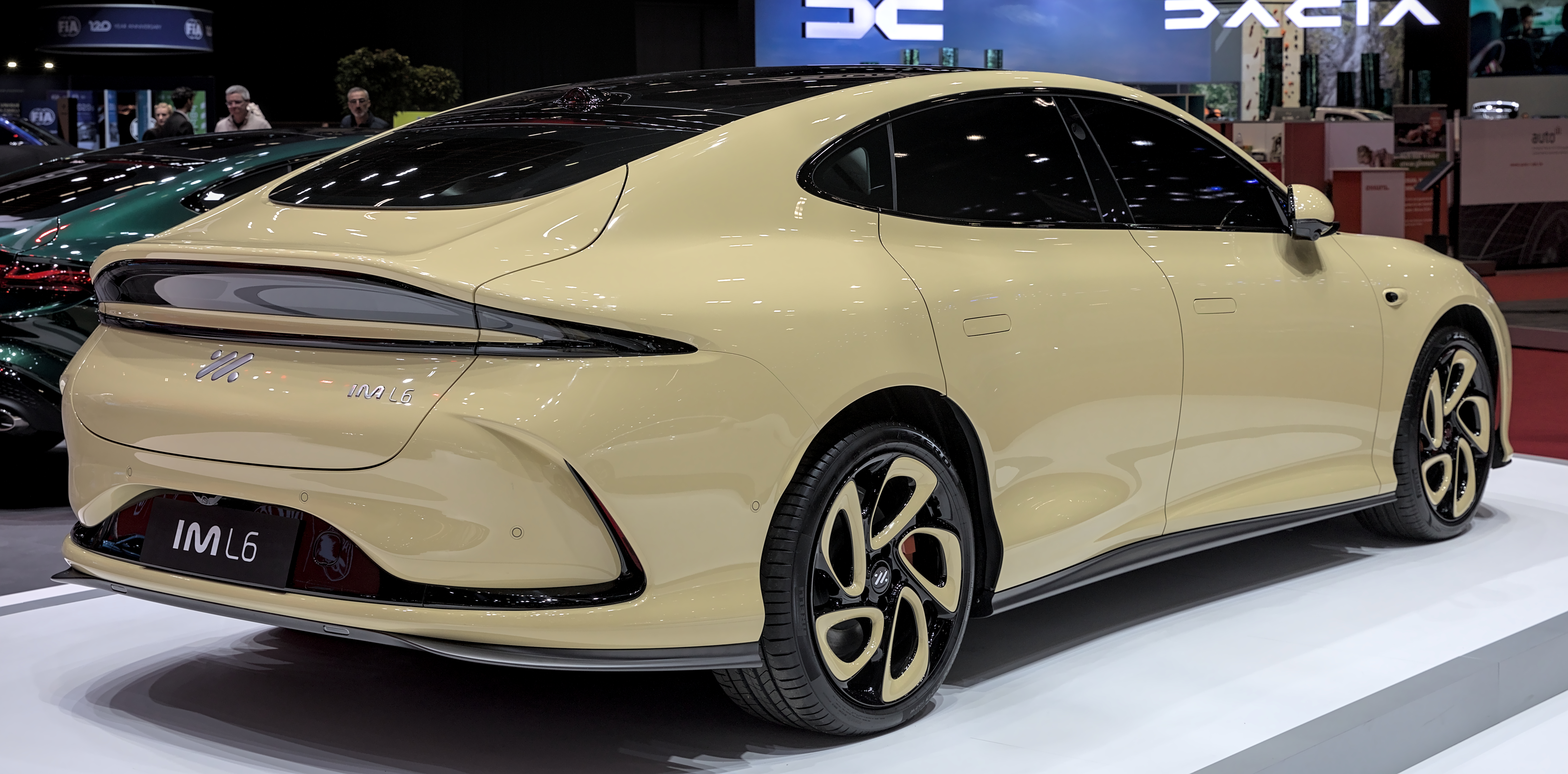
IM L6 - tył

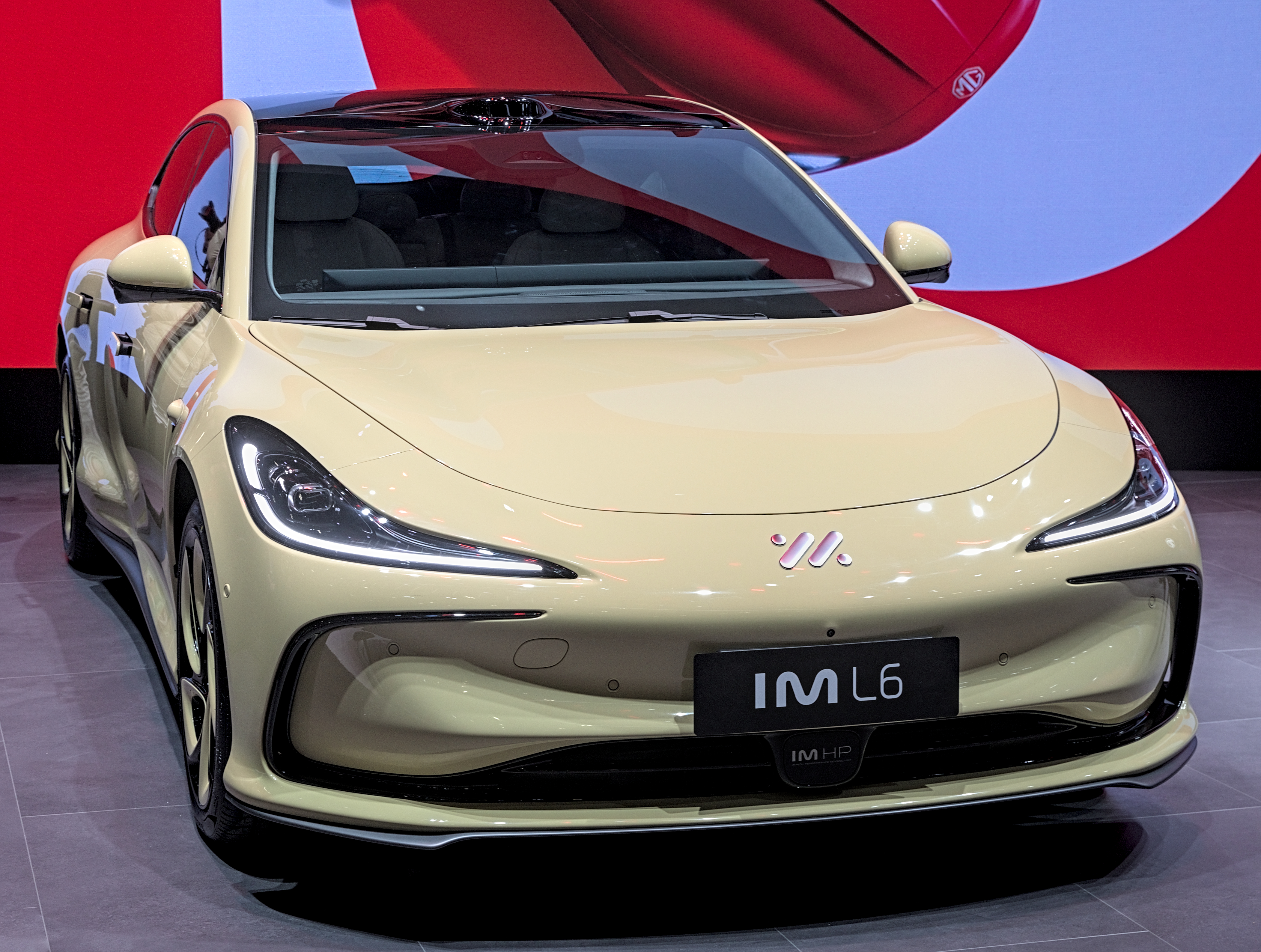
IM L6 podczas premiery

Podczas prezentacji na międzynarodowych targach Geneva Motor Show pod koniec lutego 2024 chiński koncern SAIC Motor nie tylko po raz pierwszy przedstawił przed europejską publicznością portfolio IM Motors, ale i jej nowy, czwary model. Została nim średniej klasy limuzyna L6, rozwijająca koncepcję stylistyczną przedstawionego rok wcześniej SUV-a LS6.
Samochód zyskał smukłą, strzelistą sylwetkę z reflektorami w kształcie bumerangów, łagodnie upadającą linią dachu i charakterysytcznym wybrzuszeniem na tylnej klapie bagażnika z dodatkową szybką wygospodarowaną pod spojlerem. Nadwozie pokryła obszerna, panoramiczna szyba płynnie łącząca tylną część nadwozia z dachem. Pomimo braku wydorębnionej trzeciej bryły, L6 zostało 4-drzwiowym sedanem.
Kabina pasażerska została utrzymana w typowej dla innych modeli IM Motors estetyce, z wolantem w miejscu tradycyjnego koła kierownicy raz rozbudowanym systemem ekranów. Jeden, umieszczony pod kątem, znalazł się w dolnej części deski rozdzielczej na łączeniu z tunelem środkowy, a kolejny, rozbudowany pakiet trzech ekranów rozciągął się na całą szerokość kokpitu.

### Sprzedaż
Pierwszym rynkiem zbytu, gdzie IM L6 trafiło do sprzedaży, zostały rodzime Chiny w maju 2024 roku - na 2 miesiące po światowym debiucie. Ponadto producent przewidział także poszerzenie zasięgu rynkowego o wybrane rynki Europy Zachodniej w 2025 roku, będąc w dystrybucji w ramach sieci MG Motor.

### Dane techniczne
IM L6 powstał wyłącznie z myślą o elektrycznym napędzie, z podstawowym wariantem wyposażonym w jeden silnik przenoszący moc na tylną oś oraz topowym, dwusilnikowym napędzającym obie osie. Pierwszy rozwinął moc 335 KM, a topowy - 508 KM, z kolei zestawy akumulatorów o dwóch pojemnościach dostarczyła rodzima firma CATL. Podstawowy, 90 kWh, oferuje do 720 kilometrów zasięgu w cyklu mieszanym według chińskiej normy pomiarowej CLTC. Topowy, ze stałym elektrolitem, dzięki pojemności 100 kWh rozwinął do 1000 kilometrów zasięgu CLTC lub ok. 800 kilometrów zasięgu według europejskiej normy WLTP.